# Cao Xueqin
Cao Xueqin (1710 - 1764 ou 1765) foi um escritor, poeta e novelista chinês durante a dinastia Qing e autor de O Sonho da Câmara Vermelha, o romance mais importante escrito na língua chinesa de todos os tempos.  

## Biografia
Muito pouco se sabe da vida de Cao Xueqin, uma vez que este somente veio a alcançar fama após sua morte, sendo que até mesmo as datas de nascimento e óbito de Cao continuam a ser motivos de discussão entre os acadêmicos.  
Cao viveu a parte final de sua vida em Pequim, em condições de pobreza, sustentando-se apenas com a venda de suas pinturas. Aparentemente, dedicou-se durante dez anos à produção de O Sonho da Câmara Vermelha, obra que deixou praticamente pronta antes de morrer. Faleceu em 1763 ou 1764, subitamente, deixando esposa e, ao que tudo indica, pelo menos um filho.

## Publicação
Em 1791, Cheng Weiyuan e Gao E publicaram a primeira edição de O Sonho Da Câmara Vermelha, sendo que esta foi logo sucedida por uma reimpressão no ano seguinte que já trazia novas revisões. Com o passar dos anos, e mais tarde dos séculos, o livro se tornou um sucesso, alcançando a marca  extraordinária de 100 milhões de impressões.